# Sven Törngren
Sven Gösta Törngren, född 21 augusti 1917 i Västerviks församling, Kalmar län, död 13 april, 2008 i Linköpings Johannelunds församling, Östergötlands län, var en svensk flygare och flygvapensofficer.

## Catalinaaffären
Törngren var befälhavare på den Catalina som sköts ned över Östersjön under sökning av den försvunna DC-3:an (Catalinaaffären).

## Flygplansflytt
Den 29 juli 1966 organiserade han flytt av samtliga 14 J35 Draken-plan från försvarets flygfält F3 i Malmslätt till SAABs flygfält i Linköping genom att bogsera alla flygplanen genom staden.
Törngren är gravsatt i minneslunden på Västra griftegården i Linköping.